# Ph.D. (Art Farmer)
Ph.D. è un album di Art Farmer, pubblicato dalla Contemporary Records nel 1989. Il disco fu registrato il 3 e 4 aprile dello stesso anno al Home Base Recording di New York (Stati Uniti).

## Tracce
Lato A
1. Ph.D. – 8:05 (James Williams)
2. Affaire D'Amour – 6:38 (Donald Brown)
3. Mr. Day's Dream – 5:58 (James Williams)
4. The Summary – 6:08 (Thad Jones)

Lato B
1. Blue Wail – 8:27 (Kenny Drew)
2. Like Someone in Love – 6:38 (Johnny Burke, Jimmy Van Heusen)
3. Rise to the Occasion – 6:08 (James Williams)
4. Ballade Art – 4:36 (Clifford Jordan)

## Musicisti
- Art Farmer - flicorno, tromba
- Kenny Burrell - chitarra
- Clifford Jordan - sassofono tenore
- James Williams - pianoforte
- Rufus Reid - basso acustico
- Marvin Smitty Smith - batteria